# 쑹산 공군기지지휘부
공군 쑹산 기지지휘부(중국어 정체자: 空軍松山基地指揮部, 한자음: 공군송산기지지휘부, 영어: Songshan Airbase Command)는 타이베이시 쑹산구의 쑹산 공군기지에 있는 중화민국 공군의 지휘부 중 하나이다. 지휘관에 소장 계급의 장성급 장교가 임명된다. 산하 전기대에서 총통 전용기를 관리 및 운용하고 있다.

## 역사

### 부대
중일 전쟁 이후 1945년 10월 1일에 제22지구사령부의 제1호 명령으로 쑹산 공군기지가 창설되었다. 얼마되지 않은 1947년 7월 1일에 폐지되고 공군 제323보급분견대를 시작으로 공군 제265보급중대, 공군기지근무대, 공군쑹산기지대대로 보급부대와 관리부대로 활동하였다. 1966 7월 1일에 C-47과 C-118을 지급받고 쑹산기지지휘부가 되었다.
1973년 8월 1일에 전기중대가 전기대로 개명되고. 특별전용기 운용 임무가 강화되었다.
1999년 11월 1일, 공군총사령부에서 하달한 명령 제1357호 "精實案暨換裝編組人力檢討(영어: Review on the streamlining program and equipment and staffing)→정실안 및 정비 변경, 조직 인력 검토"에 따라 차량중대, 기지근무중대, 정비중대, 보급중대, 유류분견대를 정리하고 상교가 지휘관인 정비보급대와 기지근무대로 재편성하였다.

### 운용 기종
1973년 6월 23일, 특별임무를 위해 C-54 7기를 구입하였고 8울 1일에 전기대에 배정되었다.
1975년 5월 1일, 전투태세 강화를 위해 C-54 1기와 U-3를 추가로 구입하였다. 앞서 구입한 C-54 7기는 1982년 6월 23일에 퇴역하고, 항공수송 임무를 위해 B-727 4기로 대체되었다.
1988년 5월, C-47를 대체하기 위해 비치크래프트 BH-1900 1기와 EBH-1900 2기를 사들였다.
1989년 9월 30일, 새 플리트가 설립되었다.
1991년 9월 27일 자정에 B-720 총통전용기는 퇴역하고, 강산의 공군군관대학 기념관에 전시되었다. B-720의 임무는 B-727로 넘겨졌다.
1992년 1월 23일, 네덜란드로 사람을 보내어 포커 F-50 구입협상을 호커 플리트를 결성하였다. 9월 28일, B-727-2722는 총통전용기에서 물러나 타이중 칭촨강 공항에 있는 한샹공사의 격납고에 보관되었다.
1994년, 운용하던 모든 C-47 기체가 제적되었다.
총통전용기로 쓸 B-737-400 1기를 대여하기 위해 미국 브리온 회사(Brion Corpration)로 계약을 체결하였고, 1998년 10월 1일에 쑹산 공군기지에 배송되었다.  10월 12일에 총통전용기로서 운용을 시작하였다.
2000년 2월 7일, B-737-800를 구입하고, 3월 20일에 총통전용기로 지정하였다. 대여하였던 B737-400의 소유자인 미국 브리온 회사와의 계약은 4월에 종료하였다.

## 사진첩

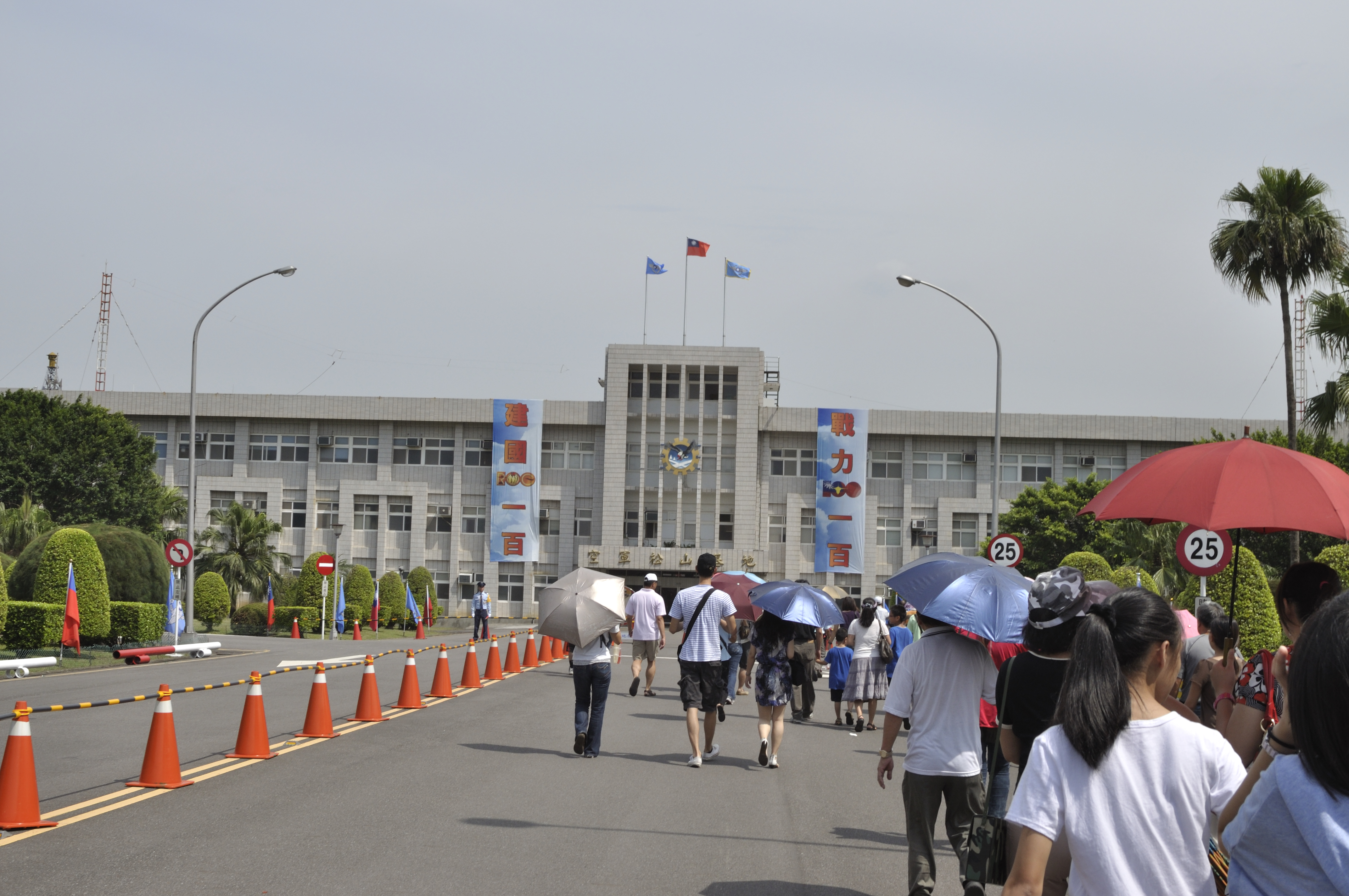
쑹산 공군기지 개방일 당시의 쑹산 공군기지 주청사
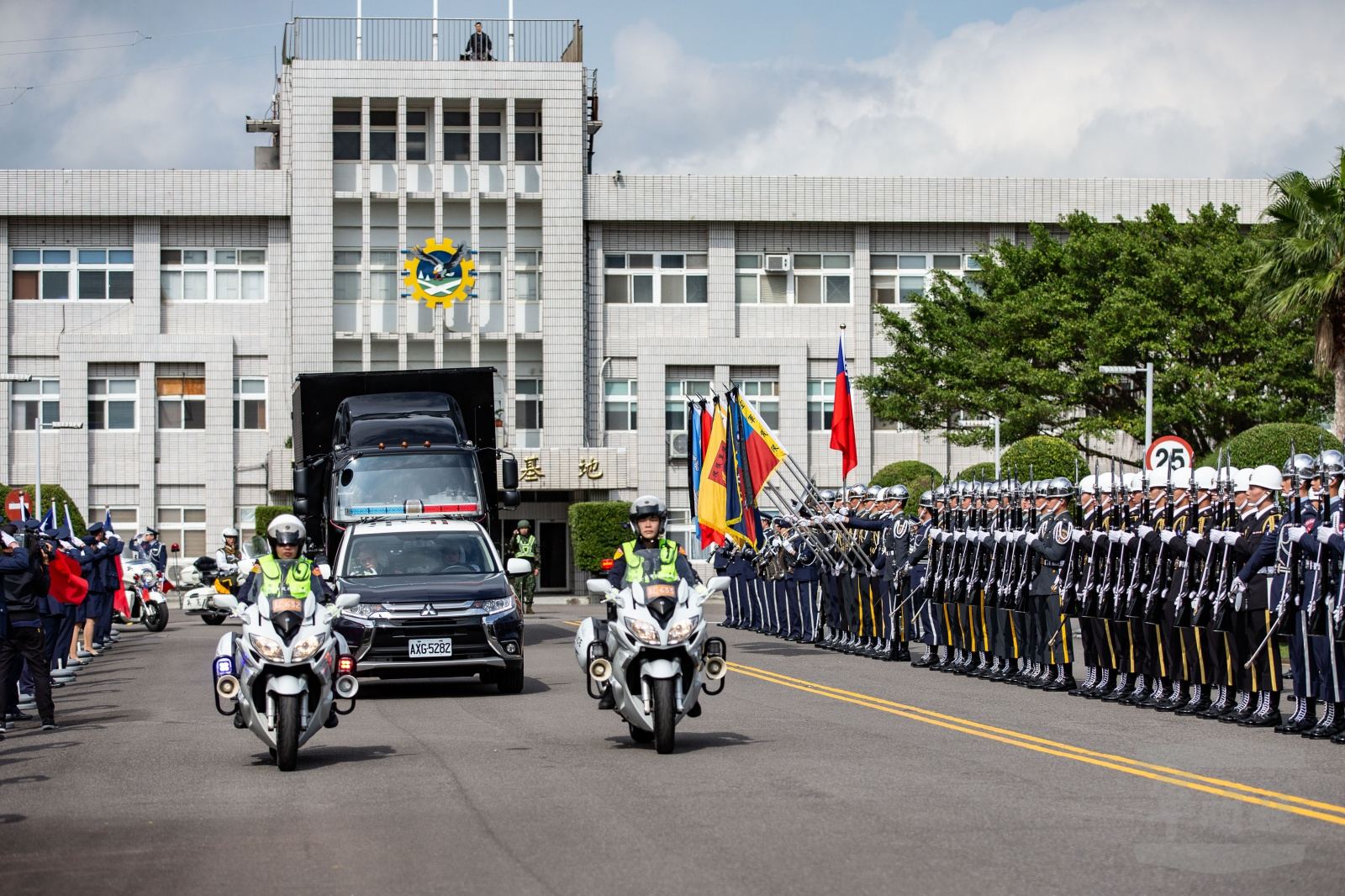
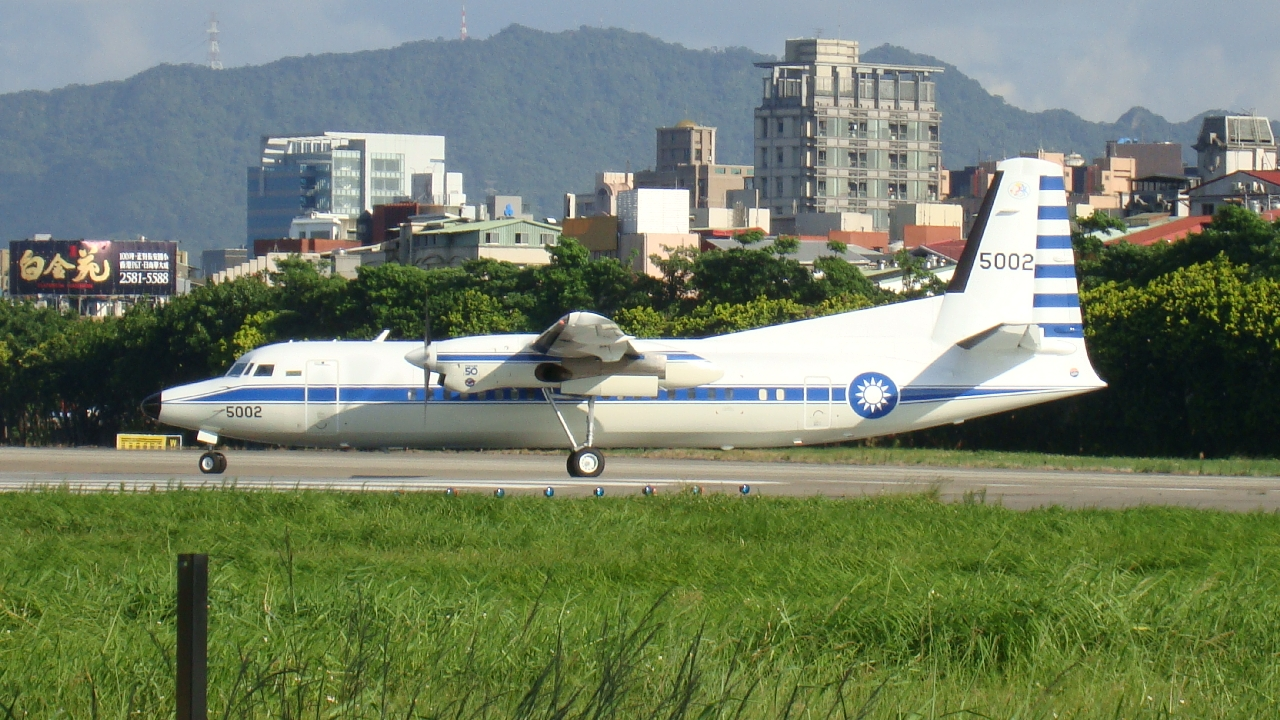
포커 50
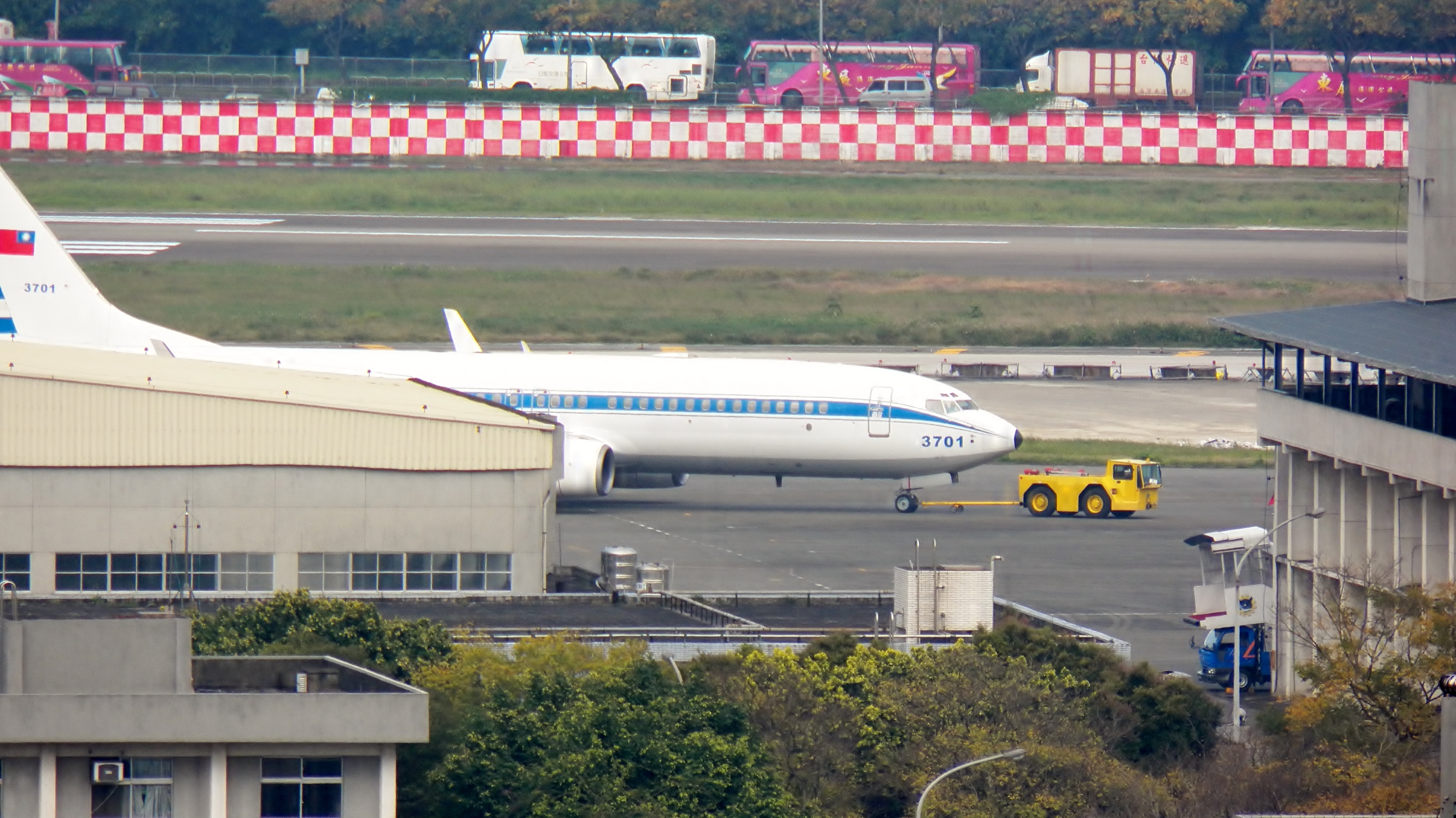
B-737-800
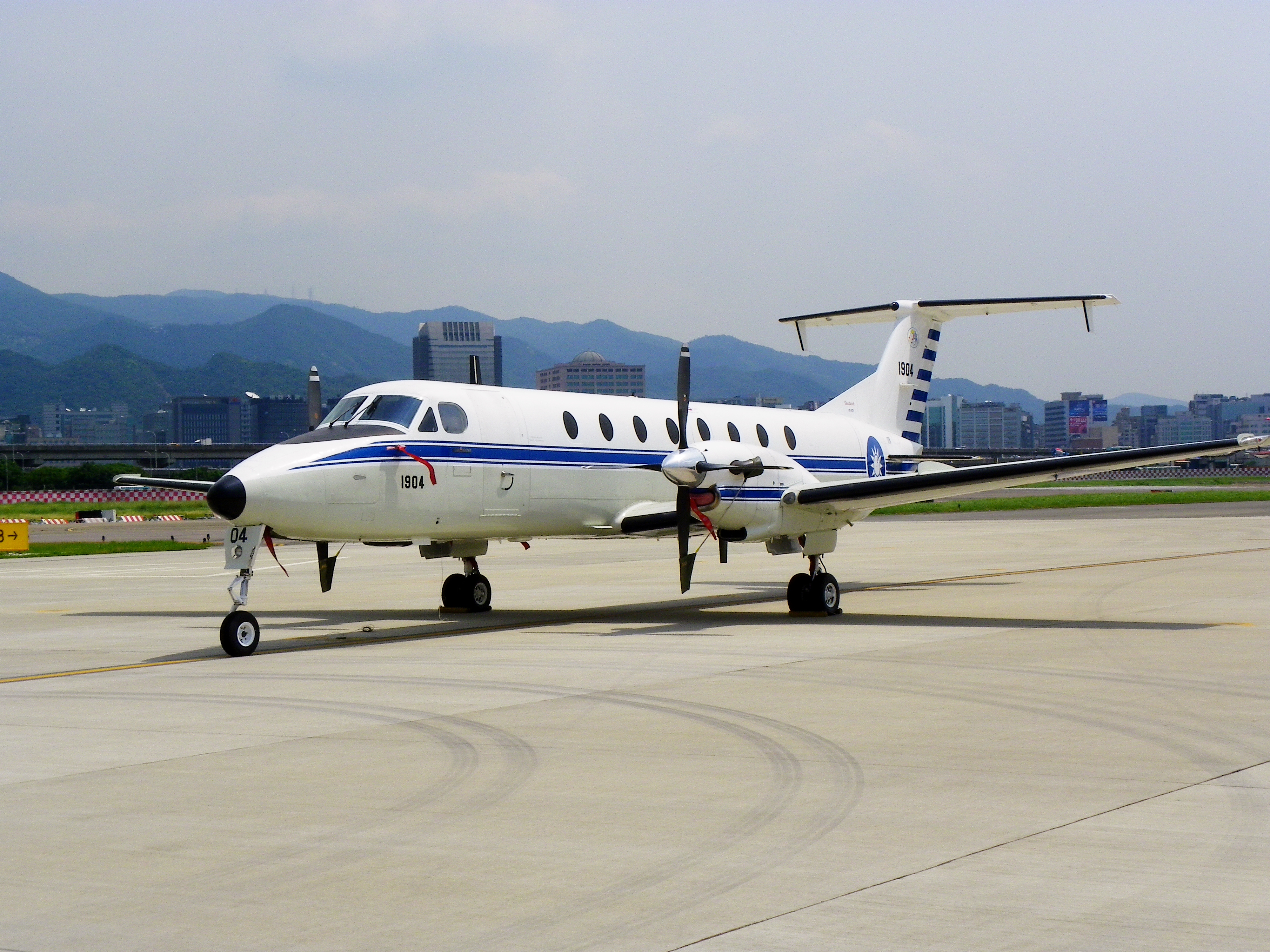
BH-1900
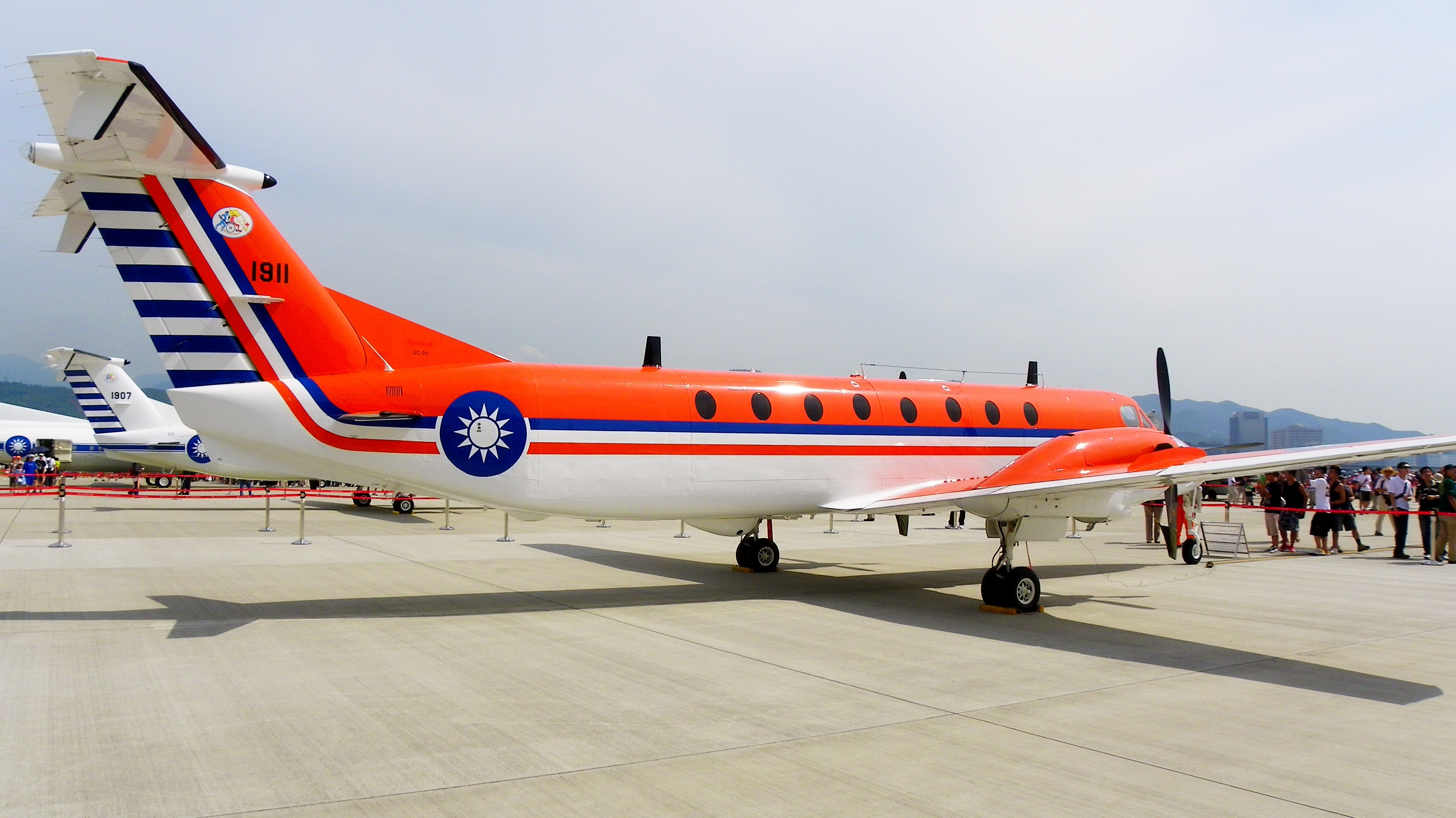

## 부대
- 專機隊 전기대, 옛 專機中隊 전기중대
- 座機隊 좌기대
- 基地勤務隊 기지근무대
- 修護補給隊 수호보급대→정비보급대
- 憲兵第十中隊 헌병 제10중대

## 계보
- 1945년 10월 1일, 空軍松山站, 공군송산참 / Air Force Songshan Station→공군 쑹산 기지
- 1947년 7월 1일, 空軍第323供應分隊, 공군 제323보급분대 Air Force 323rd Supply Detachment→공군 제323보급분견대
- (시기불명), 空軍第265供應中隊, 공군제265제공중대 / Air Force 323rd Supply Detachment→공군 제265보급분견대
- (시기불명), 空軍機場勤務中隊, 공군기장근무중대 / Air Force Airport Logistics Squadron→공군 비행장 근무중대
- (시기불명), 空軍松山基地大隊, 공군송산기지대대 / Air Force Songshan Air Force Base Group→공군 쑹산 근무대대
- 1966년 6월 1일, 空軍松山基地指揮部, 공군송산기지지휘부 / Air Force Songshan Command→공군 쑹산기지 지휘부

## 참고
- “松指部沿革” (중국어 (대만)). 2024년 3월 1일. 2024년 6월 11일에 확인함.
- “History and development of the Songshan AB Command” (영어). 2023년 3월 8일. 2024년 6월 11일에 확인함.